# Mugena
Mugena é uma comuna da Suíça, no Cantão Tessino, com cerca de 164 habitantes. Estende-se por uma área de 3,7 km², de densidade populacional de 44 hab/km². Confina com as seguintes comunas: Arosio, Cademario, Fescoggia, Indemini, Vezio.
A língua oficial nesta comuna é o Italiano.